# Bulbophyllum vietnamense
Bulbophyllum vietnamense är en orkidéart som beskrevs av Gunnar Seidenfaden. Bulbophyllum vietnamense ingår i släktet Bulbophyllum och familjen orkidéer.
Artens utbredningsområde är Vietnam. Inga underarter finns listade i Catalogue of Life.